# Wissem Bousnina
Wissem Bousnina (arabe : وسام بوسنينة), né le 20 janvier 1976 à Mahdia, est un handballeur tunisien jouant au poste d'arrière droit.

## Palmarès

### Clubs
- Vainqueur de la coupe de Tunisie en 1999 avec El Makarem de Mahdia
- Vainqueur du championnat de Tunisie en 2004 et 2005 avec l'Espérance sportive de Tunis
- Finaliste de la coupe de France en 2012 avec l'Union sportive d'Ivry

### Équipe nationale
Jeux olympiques
- 10e aux Jeux olympiques de 2000 à Sydney (Australie)

Championnat du monde
- 12e au championnat du monde 1999 (Égypte)
- 10e au championnat du monde 2001 (France)
- 14e au championnat du monde 2003 (Portugal)
- 4e au championnat du monde 2005 (Tunisie)
- 11e au championnat du monde 2007 (Allemagne)
- 17e au championnat du monde 2009 (Croatie)

Coupe du monde de handball
- Médaillé d'argent à la coupe du monde 2006 (Suède)

Championnat d'Afrique
- Médaille d'or au championnat d'Afrique 1998 (Afrique du Sud)
- Médaille d'or au championnat d'Afrique 2002 (Maroc)
- Médaille d'argent au championnat d'Afrique 2004 (Égypte)
- Médaille d'or au championnat d'Afrique 2006 (Tunisie)
- Médaille d'or au championnat d'Afrique 2012 (Maroc)

Autres
- Médaillé d'argent aux Jeux méditerranéens de 2001 (Tunisie)

### Distinctions personnelles
- 5e meilleur buteur du championnat de France : 2009-2010